# Lepilemur mittermeieri
Lepilemur mittermeieri, lémur saltador de Mittermeie, es una especie de mamífero primate de la familia Lepilemuridae. Como todos los lémures es endémico de la isla de Madagascar y se distribuye al noroeste de la isla en la península de Ampasindava.
Hasta 2006 todos los lémures saltadores encontrados en el noroeste de Madagascar eran considerados de la especie L. dorsalis. En 2007 Zinner y colaboradores pusieron de manifiesto que ya que la localidad tipo de las especies L. dorsalis Gray, 1871 y L. grandidieri Forsyth Major, 1894 era «Noroeste de Madagascar», el nombre más apropiado para una o dos de las nuevas especies de la región descritas por Louis y colaboradores —L. sahamalazensis, L. grewcockorum, L. mittermeieri y L. tymerlachsonorum— podría ser cualquiera de las dos anteriores. Por tanto, según Zinner, es preciso analizar y estudiar a fondo los holotipos de estas dos especies para resolver el conflicto. Es posible que alguna de estas nuevas especies no sea sino un sinónimo de las dos descritas en el siglo XIX.
Mide de 25 a 29 cm de cuerpo y de 25 a 28 de cola y pesa alrededor de 730 gramos. Es de color gris rojizo por el dorso con una línea marrón oscura o negra media en la espalda. La cola es gris rojiza clara, más oscura en la punta. En la cara se dibuja una máscara clara, desde debajo de los ojos hasta debajo de la mandíbula.
Se encuentra en los bosques secos caducifolios, tanto primarios como secundarios. Tiene hábitos arbóreos y nocturnos, y se alimenta de hojas.
Su estatus en la Lista Roja de la UICN es de «en peligro de extinción», debido a su reducida área de distribución —menos de 1260 km²— muy fragmentada y en continuo declive, a la caza furtiva y a la disminución en el número de adultos reproductores.